# União das Freguesias de Cossourado e Linhares
Die União das Freguesias de Cossourado e Linhares ist eine portugiesische Gemeinde (Freguesia) im Kreis (Concelho) Paredes de Coura im Nordwesten Portugals.

## Geschichte
Die Gemeinde entstand im Zuge der Gebietsreform vom 29. September 2013 durch die Zusammenlegung der ehemaligen Gemeinden Cossourado und Linhares. Cossourado wurde Sitz der neuen Verwaltung.

## Demographie
| Freguesia | Freguesia             | Freguesia | Freguesia       | ehemalige Freguesias | ehemalige Freguesias | ehemalige Freguesias | ehemalige Freguesias |
| --------- | --------------------- | --------- | --------------- | -------------------- | -------------------- | -------------------- | -------------------- |
| Wappen    | Freguesia             | Einwohner | Fläche in (km²) | Wappen               | Freguesia            | Einwohner            | Fläche in (km²)      |
|           | Cossourado e Linhares | 509       | 9,64            |                      | Cossourado           | 323                  | 4,96                 |
|           | Cossourado e Linhares | 509       | 9,64            | Linhares             | 196                  | 4,68                 |                      |